# Beilschmiedia palembanica
Beilschmiedia palembanica là loài thực vật có hoa trong họ Nguyệt quế. Loài này được (Miq.) Kosterm. miêu tả khoa học đầu tiên năm 1955.